# Lepidium apetalum
Lepidium apetalum (укр. хріниця безпелюсткова) — вид рослин з роду хріниця (Lepidium) родини капустяних (Brassicaceae).

## Морфологія

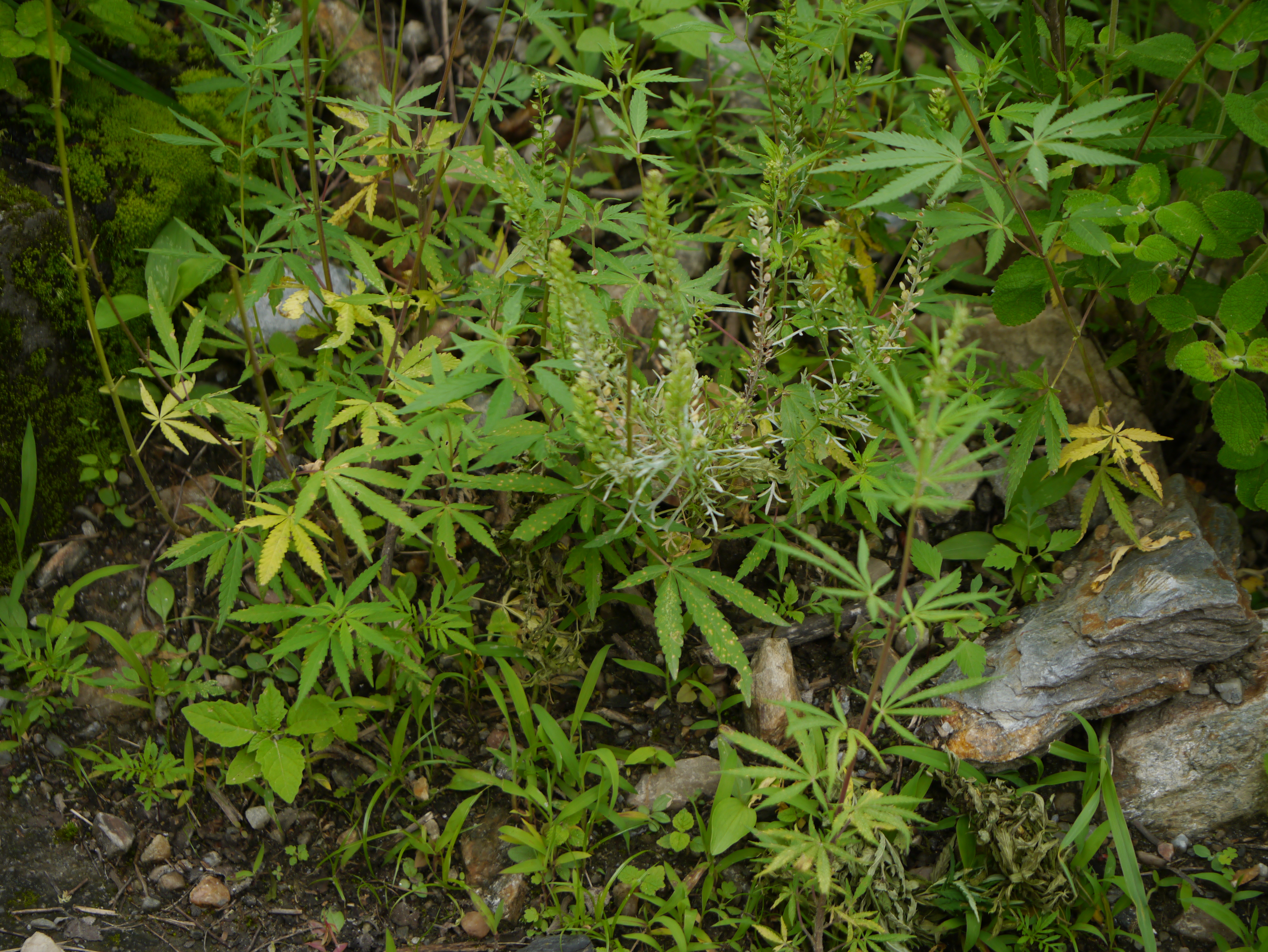
Lepidium apetalum загальний вигляд

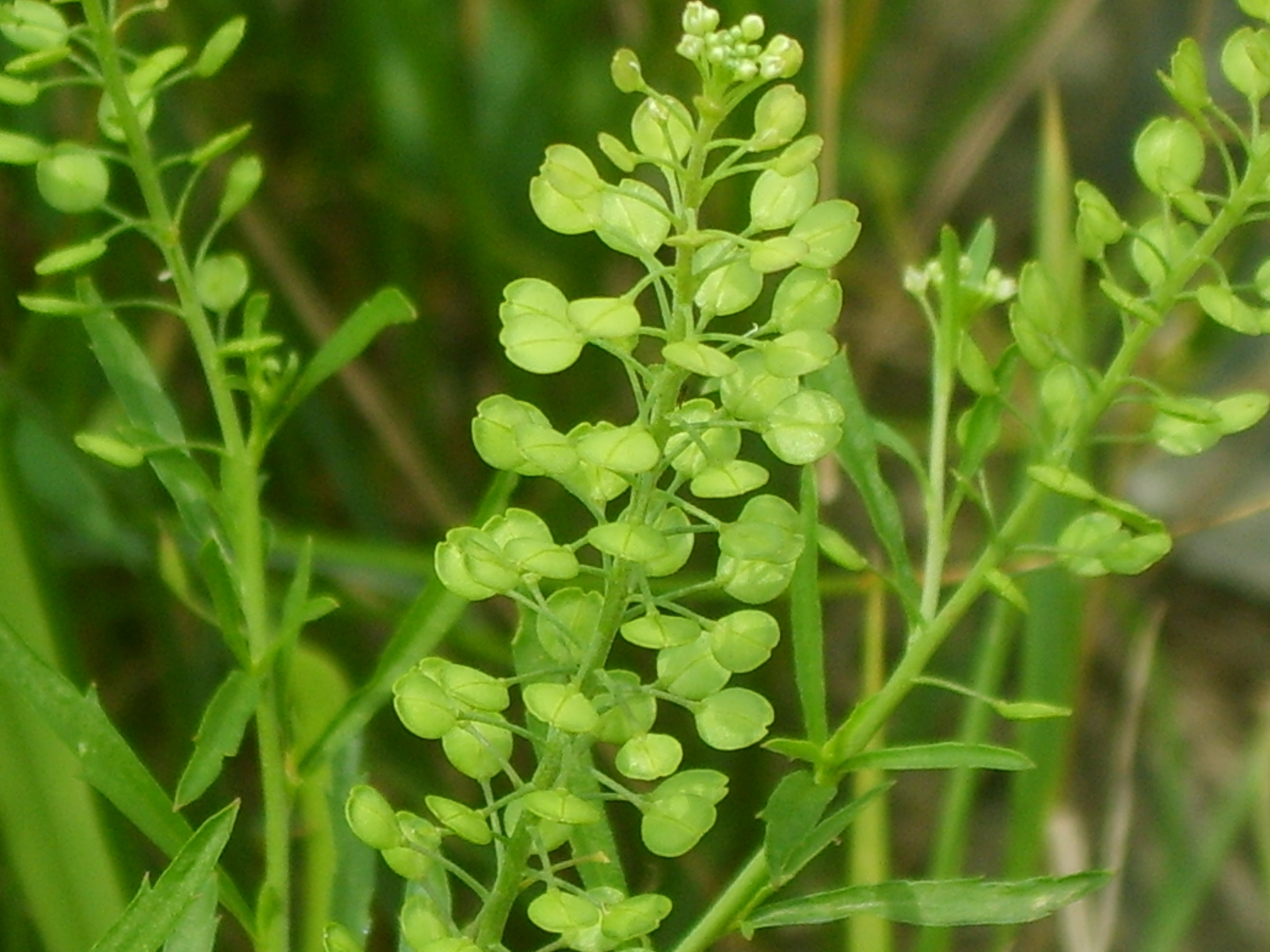
Плоди Lepidium apetalum

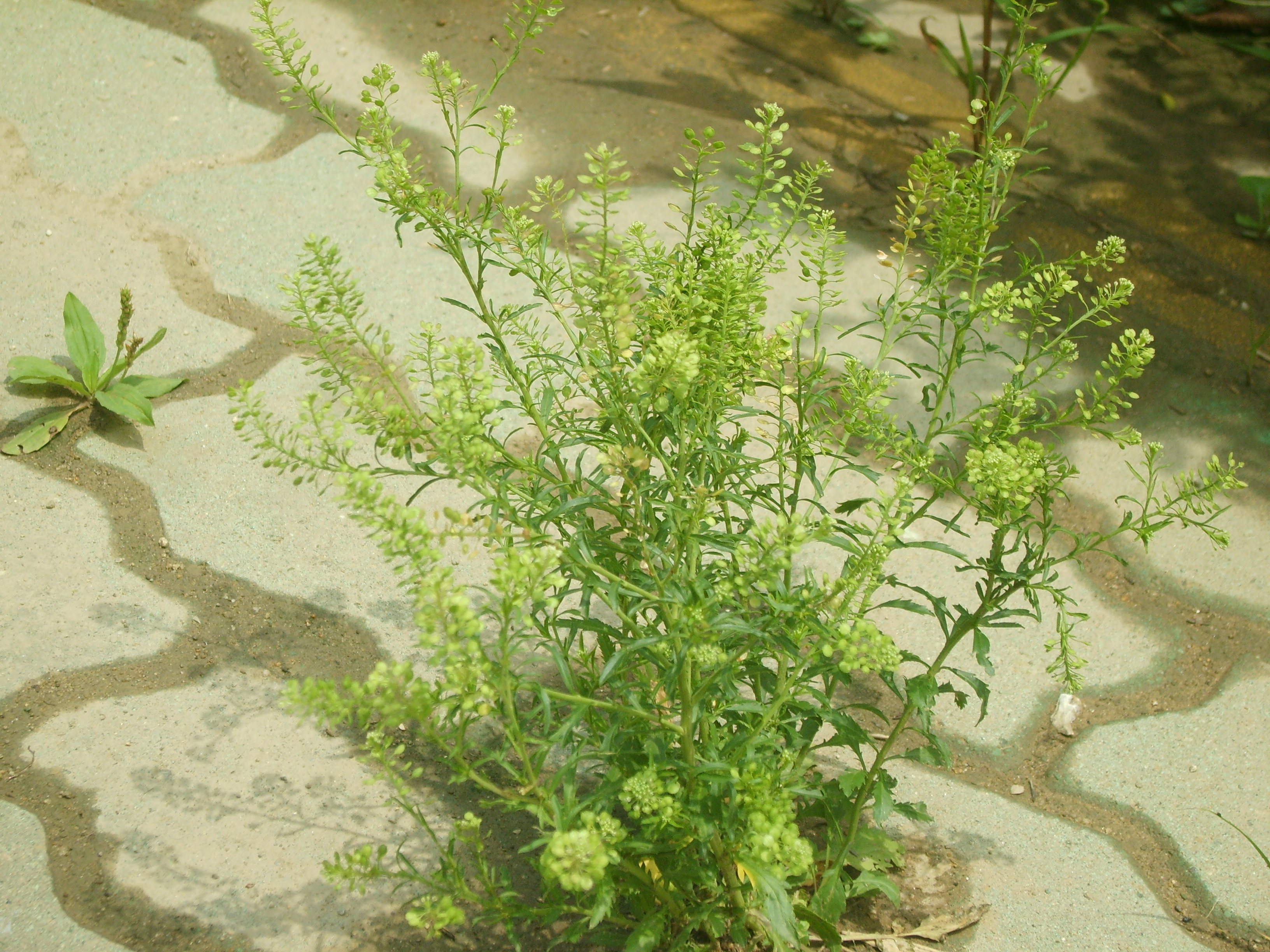
Lepidium apetalum на подвір'ї, Корея

Одно- або дворічна трав'яниста рослина. Стебло зазвичай гіллясте від самої основи і вище, розкинуте, рідше прямостояче, 5–30 см заввишки, вкрите разом з квітконіжками короткими жорсткими голівчастими волосками, які можна розгледіти під лупою. Нижні листки черешкові, довгасті, довгасто-оберненояйцевидні або лінійно-ланцетні, від великозубчастих до гребневидно-перистонадрізаних або розсічених на цільні лінійно-довгасті лопаті, що в'януть до моменту плодоношення, решта — сидячі, звужені до основи, у великих екземплярів виразно обіймають половину стебла, ланцетні або лінійні, у верхній частині розставлені пилчасто-зубчасті або цілокраї, голі, 0,6–4 см завдовжки, 1–5 мм завширшки. Китиці дуже густі, багатоквіткові, значно подовжуються при відцвітанні; квітконіжки близько 2–4 (5) мм завдовжки. Чашолистки еліптичні, 0,7–0,8 мм завдовжки, 0,3–0,4 мм завширшки, на верхівці нерідко червонуваті, іноді у верхівки з кількома простими волосками. Пелюстки коротші за чашолистки, зазвичай недорозвинені, лінійні або ниткоподібні, частіше їх немає; тичинки в числі 2–4. Стручечки округло-еліптичні, 2–2,5 (3) мм завдовжки, 1,75–2 мм завширшки, найширші в середній частині, з невеликою виїмкою на верхівці, на дні якої міститься майже сидяче рильце. Насіння світло-коричневе, майже гладке, овальне, до 1,5 мм завдовжки.
Число хромосом — 2n=32 (3).

## Фенологія
Цвітіння відбувається з травня до серпня; насіння дозріває з липня до жовтня.

## Поширення

### Природний ареал
- Азія
  - Китай — провінції Аньхой, Ганьсу, Гуйчжоу, Хебей, Хейлунцзян, Хенань, Хубей, Цзянсу, Цзілінь, Ляонін, Внутрішня Монголія, Нінся, Цинхай, Шеньсі, Шаньдун, Шаньсі, Сичуань, Синьцзян, Тибетський автономний район, Юньнань, Чжецзян
  - Східна Азія: Японія — Хонсю, острови Рюкю; Корея
  - Середня Азія: Казахстан; Таджикистан
  - Монголія
  - Західний Сибір — Алтайський край, Республіка Алтай, Кемеровська область, Республіка Хакасія, Республіка Тива, Красноярський край, Іркутська область, Республіка Бурятія
  - Індійський субконтинент: Індія — Хімачал-Прадеш, Джамму і Кашмір, Уттар-Прадеш; Непал; Пакистан

Місцями вид занесений до Європи.

## Екологія
Росте в солонцюватих степах, на кам'янистих і щебенистих схилах, на прируслових галечниках, вздовж узбіччя доріг, на вулицях населених пунктів, на солонцюватих ґрунтах, збитих випасом пасовищах, біля тваринницьких ферм, на полях, на покладах від передгір'я до верхнього пояса гір.

## Хімічний склад
Надземна частина містить флавоноїди (глікозиди кемпферол і кверцетин) і алкалоїди. Насіння містить 24 % жирної олії. У його складі жирні кислоти (ліноленова, олеїнова, ерукова, пальмітинова, лінолева, арахінова, стеаринова і бегенова).

## Застосування
У китайській і тибетській медицині траву використовують як жарознижувальний засіб. Насіння приймають як сечогінний і відхаркувальний засіб. Охолоджує жар в легенях, усуває задишку.